# NGC 7041A
NGC 7041A is een balkspiraalstelsel in het sterrenbeeld Indiaan. Het hemelobject werd op 7 juli 1834 ontdekt door de Britse astronoom John Herschel.

## Synoniemen
- ESO 235-84
- IRAS 21144-4836
- PGC 66519